# Monty Ross
Monty Ross (Omaha, 7 de marzo de 1957) es un actor y director de cine estadounidense, reconocido por su trabajo en las películas de Spike Lee She's Gotta Have It, Do the Right Thing y Malcolm X.

## Carrera
Ross ha coproducido algunas películas de Spike Lee, con quien cofundó la compañía de producción 40 Acres and a Mule Filmworks. Se conocieron en el Morehouse College, donde ambos asistieron a cursos de realización de películas. Ross apareció en el filme universitario de Lee, Joe's Bed-Stuy Barbershop: We Cut Heads.
Tras la producción de Crooklyn, Ross se tomó un descanso de siete años de la productora. La mayor parte de esta pausa consistió en la producción de Keep the Faith, Baby, una película biográfica sobre Adam Clayton Powell Jr. También produjo Escaping Jersey y dirigió Reasons durante este periodo.
Al reincorporarse a 40 Acres, Ross se convirtió en el coordinador de los programas de divulgación comunitaria de la empresa, contratando a becarios para que colaboraran en la producción de Inside Man.
Desde 2017, Ross es el presidente de operaciones de Soulidifly Productions.

## Filmografía

### Como productor
- 2021 - King Dog
- 2021 - Building Minds with Chess
- 2019 - Love Dot Com: The Social Experiment
- 2019 - Jeffrey's Plan
- 2018 - River Runs Red
- 2018 - 1 Angry Black Man
- 2015 - Our Nation
- 2008 - The Book
- 2004 - The Stronger
- 2002 - Keep the Faith, Baby
- 2001 - Escaping Jersey
- 1996 - Reasons
- 1995 - Clockers
- 1994 - Crooklyn
- 1992 - Malcolm X
- 1991 - Jungle Fever
- 1990 - Mo' Better Blues
- 1989 - Do the Right Thing
- 1988 - School Daze